# Werner Friedrich Julius Stephan von Spiegel

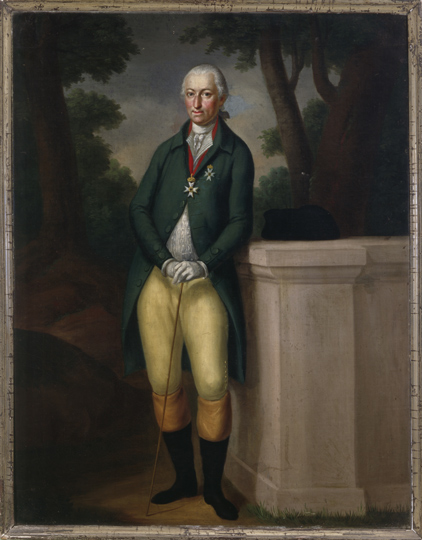
Der Vater: Werner Adolf Heinrich von Spiegel zum Desenberg, um 1800, Gleimhaus Halberstadt

Werner Friedrich Julius Stephan Freiherr Spiegel zum Desenberg (* 30. Januar 1802 in Kassel; † 10. April 1877 in Halberstadt) war Rittergutsbesitzer und Domherr zu Halberstadt.
Er entstammte dem altwestfälischen Adelsgeschlecht Spiegel. Sein Vater war Werner Adolf Heinrich von Spiegel (Bild rechts) zum Desenberg. Er studierte an der Universität Marburg, immatrikuliert am 3. August 1820 für „Cameralia ac res forestalis“. 1821 übernahm er dort die sogenannte Köhlersruhe östlich von Marburg und baute sie mit einem eisernen Musikpavillon, einer Steingrotte und einem Getränkekeller als Ausflugsort aus, was den Besucherandrang erheblich steigerte. Der Ort wurde später nach ihm „Spiegelslust“ genannt.

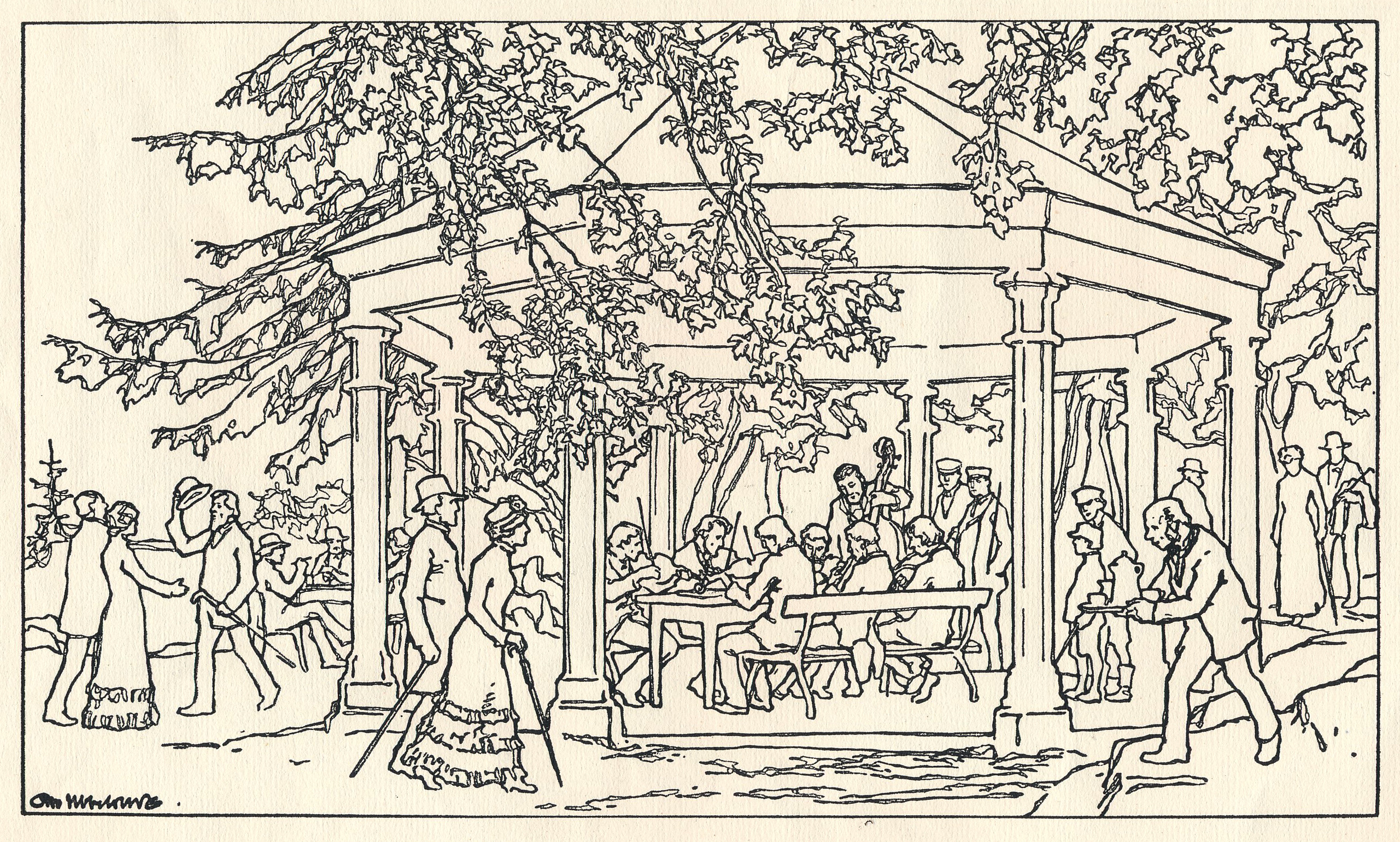
Otto Ubbelohde ca. 1910 Stadtkapelle Marburg "Die sieben Raben" spielt im Spiegel-Tempel auf Spiegelslust

Er heiratete am 19. Juli 1839 Thekla Sophie Marianne Freiin von Schaumburg, aus dem Hause Kleinziegenfeld in Oberfranken (* 10. Mai 1815 in auf Schloss Kleinziegenfeld; † 18. August 1892 in Halberstadt). Ihre Eltern waren Anton Ludwig Ferdinand Friedrich von Schaumburg und Eleonore Henriette Friederika von Aufsess. Werner Friedrich von Spiegel und Thekla Sophie von Schaumburg hatten zwei Kinder: Hermann Ludwig Heinrich von Spiegel (1803–1808) und Adolf Heinrich Alexander von Spiegel (1805–1805).
Nach dem Tod seines Vaters 1828 erbte er dessen zahlreiche und umfangreiche Güter, darunter Gut Rothenburg und Gut Übelngönne. Er zog nach Halberstadt, wo er die Reitbahn in der Dominikanerstraße errichtete, eine umfangreiche Gemäldesammlung anlegte und zusammen mit Friedrich Lucanus den Halberstädter Kunstverein ins Leben rief.
Anfang der 1830er Jahre siedelte er auf das Rittergut Seggerde um, wo er 1834–38 das Schloss umbauen ließ. Im Jahr 1873 erhielt er die Ehrenbürgerschaft von Marburg.
Seine 1892 verstorbene Ehefrau überschrieb die geerbten Güter Seggerde, Altena, Weferlingen, Hasselburg und Lemsell ihrem Schwager, dem Kammerherrn und Landrat a. D. Eduard von Davier.